# Operace Obranný štít
Operace Obranný štít (hebrejsky: מבצע חומת מגן, Mivca Chomat Magen, doslova „operace Obranná zeď“) byla rozsáhlá vojenská operace provedená Izraelskými obrannými silami v roce 2002 během druhé intifády. Jednalo se o největší vojenskou operaci na Západním břehu Jordánu od šestidenní války v roce 1967. Operace byla pokusem izraelské armády zastavit rostoucí počet mrtvých v důsledku teroristických útoků, zejména pak sebevražedných atentátů. Událostí, která bezprostředně vedla k zahájení této operace byl sebevražedný bombový útok na hotel v izraelském turistickém letovisku Netanja ze dne 27. března 2002. Palestinský sebevražedný atentátník se při něm odpálil mezi skupinou civilistů v Park Hotelu, při čemž zabil 30 převážně starších rekreantů. Útok vešel ve známost jako Pesachový masakr.
Operace Obranný štít začala 29. března 2002 vpádem do Ramalláhu a obklíčením sídla Jásira Arafata. Následovalo obsazení všech klíčových měst na Západním břehu a jejich sousedních oblastí. Izraelské obranné síly podnikly 1. dubna invazi do Tulkarmu a Kalkílije, následující den do Betléma a den poté do Džanínu a Nábulusu. Období od 3. do 21. dubna bylo charakterizováno přísnými zákazy vycházení civilního obyvatelstva a omezením pohybu mezinárodního personálu. Během týdenní operace v uprchlickém táboře u Džanínu byla tato oblast prohlášena za uzavřenou vojenskou zónu a uzavřena pro žurnalisty. Humanitární pomoc však byla povolena.
Podle deníku The Guardian zahynulo během třítýdenní operace Obranný štít nejméně 500 palestinských Arabů a dalších 1500 jich bylo zraněno. Izraelská nevládní organizace Be-celem uvádí, že během období vojenské operace bylo na Západním břehu izraelskými silami zabito 240 palestinských Arabů. Podle Společnosti palestinského červeného půlměsíce bylo přes 4258 lidí zadrženo izraelskou armádou. Izraelská armáda uvedla, že během 14 dnů ofenzívy v Judsku a Samaří zatkla 4185 Palestinců. Z těch, kdo byli vzati do vazby, bylo 121 na seznamu nejhledanějších teroristů.
Během izraelské ofenzivy zahynulo 29 izraelských vojáků a 127 jich bylo zraněno. V utečeneckém táboře u města Džanín se ozbrojení Palestinci tvrdě bránili - dobytí si vyžádalo životy 23 vojáků. 9. dubna bylo v Džanínu zabito 13 vojáků IOS, kteří byli přepadeni ze zálohy. Vojáci se dostali do palby ze střech a Palestinci odpálili několik nastražených bomb. Při výbuchu spadl celý dům.
Kromě ztrát na životech byly pro tuto vojenskou operaci charakteristické velké ekonomické ztráty v důsledku zničení majetku a nemožnosti dostat se na místo svého pracoviště. Světová banka odhadla, že škoda způsobená na palestinská infrastruktuře a institucích přesáhla 360 milionů dolarů, z čehož 158 milionů dolarů připadlo na škody způsobené bombardováním a zničením domů v Nábulusu a Džanínu. V důsledku operace přišly některé skupiny palestinských obyvatel o své domovy. Ještě dlouho po operaci Obranný štít hovořili palestinští Arabové o intenzitě uzávěr během operace a Palestinská autonomie nebyla schopna některou poškozenou infrastrukturu obnovit ještě dva roky po operaci.